# FC Barcelona
Futbol Club Barcelona (također poznat i pod nazivom Barcelona ili jednostavnije Barça) je profesionalni nogometni klub smješten u Barceloni (Katalonija).
FC Barcelonu je 1899. godine osnovala skupina švicarskih, engleskih i katalonskih nogometaša koju je predvodio Joan Gamper, a klub je postao simbol katalonske kulture i katalonizma uz moto "Više od kluba". Službena himna Barcelone je Cant del Barça autora Jaumea Picasa i Josepa Marije Espinàsa. To je drugi najbogatiji nogometni klub u svijetu s prosječnom zaradom od 398 milijuna Eura. Najveći nogometni rival Barcelone je Real Madrid, a njihove zajedničke utakmice poznate su pod nazivom El Clásico.
Sveukupno su španjolsku nogometnu ligu (La Liga) osvojili 28 puta. Uz to 32 puta su bili pobjednici španjolskog kupa (Copa del Rey), 15 puta pobjednici španjolskog superkupa, 3 puta pobjednici kupa Eva Duarte i 2 puta osvajači trofeja Copa de la Liga. U međunarodnim natjecanjima, Barcelona je pet 5 puta bila pobjednik Lige prvaka, rekordnih 4 puta pobjednik Kupa pobjednika kupova, 5 puta UEFA Superkupa i rekordnih 3 puta pobjednik Kupa velesajamskih gradova.
Barcelona je jedan od tri španjolska kluba koji nikad nije ispao iz prve lige (uz Athletic Bilbao i Real Madrid). Godine 2009. Barcelona je postala prvi klub u Španjolskoj koji je osvojio trostruku krunu: naslov španjolskog prvaka, naslov španjolskog kupa i naslov Lige prvaka. Te iste godine također je postao i prvi nogometni klub u povijesti koji je osvojio svih šest nogometnih natjecanja u kojima je nastupio iste godine: uz tri ranije spomenuta, Barcelona je još osvojila i španjolski superkup, UEFA superkup i FIFA-ino svjetsko klupsko nogometno prvenstvo. Barcelona je 2015 god. po drugi put osvojila trostruku krunu što je čini jedinim klubom u Europi s dvije trostruke krune.

## Povijest

### Osnivanje FC Barcelone (1899. – 1922.)
Športska obavijest: Naš prijatelj Hans Gamper, bivši švicarski nogometni prvak, u želji da organizira nogometne utakmice u gradu poziva sve športske entuzijaste da se pojave u redakciji naših novina bilo kojeg utorka i petka navečer između 21 i 23 sata.

Dana 22. listopada 1899. godine Hans Gamper objavio je oglas u novinama Los Deportes izrazivši svoju želju za osnivanjem nogometnog kluba. Nakon pozitivnog odgovora na oglas dogovoren je sastanak u gimnaziji Solé 29. studenog iste godine. Na sastanku se pojavilo jedanaest igrača - Walter Wild (prvi direktor kluba), Lluís d'Ossó, Bartomeu Terradas, Otto Kunzle, Otto Maier, Enric Ducal, Pere Cabot, Carles Pujol, Josep Llobet, John Parsons i William Parsons - pa je nogometni klub Barcelona tada i osnovan.
FC Barcelona imao je uspješan start u regionalnim i nacionalnim natjecanjima s nastupima u prvenstvu Katalonije i španjolskom kupu. 1902. godine klub je osvojio svoj prvi trofej - Copa Macaya - te sudjelovao u prvom španjolskom kupu izgubivši od kluba Bizcaya rezultatom 1:2 u finalu. Gamper je 1908. godine postao predsjednik kluba kada se klub našao u financijskom problemima nakon što nisu uspjeli ništa osvojiti još od 1905. godine. Kao predsjednik kluba između 1905. i 1925. godine (u pet različitih navrata) Gamper je izdržao punih 25 godina. Jedan od njegovih najvećih uspjeha je bio osiguravanje da Barcelona igra na vlastitom stadionu što je klubu donijelo stabilnije prihode.
Dana 14. ožujka 1909. godine tim se premjestio u Camp de la Indústria, veći stadion ukupnog kapaciteta 8000 sjedala. Između 1910. i 1914. godine Barcelona je sudjelovala u Pirinejskom kupu koji se sastojao od najboljih klubova francuskih pokrajina Languedoc, Midi, Akvitanije (južna Francuska), Baskije i Katalonije. U to vrijeme to je bilo najuglednije nogometno natjecanje. Tijekom istog tog razdoblja klub je promijenio svoj službeni jezik iz kastiljskog u katalonski te s vremenom postao važan simbol katalonskog identiteta. Za mnoge navijače, podupiranje kluba nije imalo previše veze sa samom nogometnom igrom koliko s činjenicom da su se osjećali dijelom klupskog kolektivnog identiteta.
Gamper je uskoro krenuo u kampanju kako bi dobio još više članova kluba pa je do 1922. godine klub imao preko 20000 članova i bio u mogućnosti financirati izgradnju novog stadiona. Klub se preselio u novi Les Corts koji je otvoren iste godine. Stadion Les Corts u početku je imao kapacitet od 22000 mjesta, ali kasnije je obnovljen i povećan na 60 000 mjesta. Jack Greenwell bio je prvi službeni trener kluba pa se igra Barcelone na terenu znatno popravila. Tijekom Gamperove ere Barcelona je osvojila jedanaest naslova prvaka Katalonije, šest naslova španjolskog kupa i četiri naslova Pirinejskog kupa.

### Rivera, Republika i građanski rat (1923. – 1957.)
Dana 14. lipnja 1925. godine publika se na stadionu izrugivala nacionalnoj himni u spontanom protestu protiv diktature Miguela Prima de Rivere. Posljedica toga bilo je zatvaranje stadiona na šest mjeseci, a Gamper je bio prisiljen odstupiti s mjesta predsjednika kluba. Sve ovo događalo se istovremeno i s ulaskom kluba u profesionalne vode; 1926. godine direktori Barcelone službeno su objavili da je klub po prvi puta postao profesionalan. Barcelonina pobjeda u finalu španjolskog kupa 1928. godine bila je proslavljena uz pjesmu Oda a Platko autora Generacije '27 Rafaela Albertija kojeg je inspirirao "junački nastup" Barceloninog vratara. 30. srpnja 1930. godine Gamper je počinio samoubojstvo nakon perioda depresije uzrokovane osobnim i financijskim problemima.
Premda je imao kvalitetne igrače, nogometni klub Barcelona ušao je u razdoblje pada u kojem su politički konflikti zasjenili športska događanja u kompletnom društvu. Iako je klub osvojio prvenstvo Katalonije 1930., 1931., 1932., 1934., 1936. i 1938. godine izostajali su uspjesi na nacionalnoj razini (uz iznimku kontroverzne titule iz 1937. godine). Mjesec dana nakon što je započeo Španjolski građanski rat 1936. godine, nekoliko igrača iz Barcelone i Athletic Bilbaa otišli su u vojsku. Josep Sunyol, predsjednik kluba i nezavisne političke stranke ubijen je 6. kolovoza blizu Guadarrame. Označen kao mučenikom barcelonizma ubojstvo je označilo odlučujući trenutak u povijesti kluba Barcelone. U ljeto 1937. godine igrači su otišli na turneju u Meksiko i SAD gdje su primljeni kao ambasadori Druge španjolske republike. Ta turneja osigurala je klub financijski, ali također i rezultirala time da je polovica igrača tražilo azil u Meksiko i Francusku. 16. ožujka 1938. godine bombardiran je grad Barcelona što je rezultiralo smrću od preko 3000 ljudi; jedna od bombi pogodila je i urede kluba. Nekoliko mjeseci kasnije, Katalonija se našla pod okupacijom. Kao simbol "nediscipliniranog" Katalonizma sam klub, koji je tada imao tek 3486 članova, bio je suočen s nizom restrikcija. Nakon završetka građanskog rata upotreba Katalonske zastave je zabranjena, a nogometni klubovi nisu u svojim nazivima smjeli imati riječi koje nisu španjolske. Ovakve metode nagnale su klub da promijeni svoje ime u Club de Fútbol Barcelona te da ukloni Katalonsku zastavu sa svog grba.
Godine 1943. Barcelona je odigrala utakmicu s Real Madridom u polufinalu Copa del Generalísimo. Njihovu prvu utakmicu na stadionu Les Corts dobila je Barcelona rezultatom 3:0. Na poluvremenu uzvratnog susreta u svlačionicu Barceloninih igrača došao je Francov direktor osiguranja. "Podsjetio" ih je da oni turnir igraju tek zahvaljujući "darežljivosti samog režima". Drugi susret završio je uvjerljivom pobjedom Real Madrida 11:1. Unatoč teškoj političkoj situaciji, nogometni klub Barcelona ostvario je značajan uspjeh tijekom 40-ih i 50-ih godina prošlog stoljeća. 1945. godine pod vodstvom trenera Josepa Samitiera i uz igrače kakvi su bili César, Ramallets i Velasco Barcelona je prvi put osvojila La Ligu nakon 1929. godine, a taj uspjeh ponovili su i 1948. i 1949. godine. Te iste godine također su osvojili i svoj prvi kup Latina. U lipnju 1950. godine u Barcelonu je stigao Ladislao Kubala koji će postati jedna od najutjecajnijih figura klupske povijesti.
Kišne nedjelje 1951. godine nakon 2:1 pobjede protiv Santandera publika je napustila stadion pješice, odbijajući ulaziti u tramvaje na taj način iznenadivši Francove autoritete. Štrajk tramvaja dogodio se u Barceloni, a uskoro je dobio i potporu obožavatelja ovog nogometnog kluba. Događaji poput ovih utjecali su na to da klub započne predstavljati puno više od same Katalonije; mnogi progresivni Španjolci vidjeli su klub kao odanog branitelja ljudskih prava i sloboda.
Treneri Ferdinand Daučík i László Kubala odveli su klub do pet različitih trofeja uključujući osvajanje La Lige, Copa del Generalísimo (sadašnji Kup Kralja), Copa Latina, kup Eva Duarte i kup Martini Rossi 1952. godine. Godinu dana kasnije klub je ponovno osvojio La Ligu i Copa del Generalísimo.

### Club de Fútbol Barcelona (1957. – 1978.)
Uz Helenija Herreru kao trenera, mladog Luisa Suáreza (europskog nogometaša 1960. godine) i dvojicom utjecajnih mađarskih nogometaša koje je predložio Kubala - Sándorom Kocsisom i Zoltánom Cziborom - klub je osvojio još jednu dvostruku krunu 1959. godine (prvenstvo i kup) te prvenstvo i kup Inter-Cities 1960. godine. Godinu dana kasnije Barcelona je postala prvi klub koji je uspio pobijediti Real Madrid u Ligi prvaka, ali su u finalu tog natjecanja poraženi od Benfice rezultatom 3:2.
Šezdesete godine prošlog stoljeća bile su manje uspješne za klub, a tijekom tog razdoblja prvenstvom je uglavnom dominirao Real Madrid. Izgradnja stadiona Camp Nou završena je 1957. godine, a značila je da klub ima malo novaca koje može potrošiti na nove igrače. S pozitivne strane u tom desetljeću u vrhunske nogometaše razvili su se Josep Maria Fusté i Carles Rexach, a sam klub osvojio je španjolski kup 1963. godine te kup Fairs 1966. godine. Nešto ponosa Barcelona je vratila pobjedom nad Real Madridom u finalu španjolskog kupa koje se igralo na stadionu Santiago Bernabéu i to dok je publici bio Franco, a sve pod vodstvom bivšeg republikanskog pilota Salvadora Artigasa. Završetak Francove diktatorske ere 1974. godine označio je povratak službenog imena kluba u Futbol Club Barcelona te povratak grba u originalni dizajn uz upotrebu originalnih slova.
U sezoni 1973./74. u Barcelonu je stigao Johan Cruyff koji je kupljen za tada rekordni novčani iznos od 920 tisuća Funti od Ajaxa. Već etablirani igrač u Nizozemskoj, Cruyff je brzo osvojio srca navijača Barcelone nakon što je na jednoj tiskovnoj konferenciji izjavio da je izabrao igrati za Barcelonu umjesto za Real Madrid, jer se ne bi osjećao ugodno igrati za klub koji je povezan s Francom. Navijači su ga još više zavoljeli kada je svom sinu dao katalonsko ime Jordi. Uz kvalitetne igrače poput Juana Manuela Asensija, Carlesa Rexacha i Huga Sotila, Cruyff je te sezone pomogao klubu osvojiti naslov prvaka po prvi puta nakon 1960. godine usput pobijedivši Real Madrid rezultatom 5:0. Proglašen je najboljim europskim nogometašem 1973. godine tijekom prve sezone u Barceloni (njegova druga Zlatna lopta; prvu je osvojio dok je igrao za Ajax 1971. godine). Cruyff će osvojiti i treću nagradu Zlatna lopta 1974. godine, također igrajući za Barcelonu.

### Núñez i stabilne godine (1978. – 2000.)
Počevši od Josepa Lluísa Núñeza 1978. godine, predsjednika nogometnog kluba Barcelona biraju članovi kluba. Ova odluka usko je povezana s demokracijskim tranzicijskim periodom Španjolske 1974. godine i krajem Francove diktature. Núñezov glavni cilj bio je razviti Barcu u svjetski klub dajući joj stabilnost na terenu, ali i izvan njega. Prema preporuci Cruyffa, Núñez je osnovao Omladinsku školu Barcelone 20. listopada 1979. godine. On će biti predsjednik Barcelone pune 22 godine i izrazito će utjecati na imidž kluba pogotovo zbog svoje striktne politike o plaćama i disciplini (odlučio je radije pustiti igrače kao što su Diego Maradona, Romario i Ronaldo iz kluba nego pristati na njihove uvjete).
Dana 16. svibnja 1979. godine klub je osvojio svoj prvi Kup pobjednika kupova pobijedivši u finalu Fortunu Düsseldorf rezultatom 4:3 u Baselu. Završnicu je gledalo više od 30 tisuća ljubitelja Barcelone koji su doputovali iz Španjolske striktno za tu utakmicu. U lipnju 1982. godine Maradona je došao u klub za tada rekordnih 5 milijuna Eura iz Boca Juniorsa. Naredne sezone, pod vodstvom trenera Menottija, Barcelona je osvojila španjolski kup u kojem je pobijedila Real Madrid. Međutim, Maradonino vrijeme u Barceloni kratko je trajalo - uskoro je otišao u Napoli. Početkom sezone 1984./85. Terry Venables je postao trenerom te osvojio La Ligu uz pomoć jednog od najboljih veznjaka tog vremena, Nijemca Bernda Schustera. Sljedeće sezone Venables je odveo klub do njihovog drugog finala Lige prvaka kojeg su ponovno izgubili, ovaj put od Steaue iz Bukurešta nakon lošijeg izvođenja jedanaesteraca u dramatičnoj nogometnoj večeri odigranoj u Sevilli.
Nakon Svjetskog nogometnog prvenstva održanog 1986. godine najbolji strijelac Engleske Gary Lineker došao je u klub skupa s vratarom Andonijem Zubizarretom. Međutim, klub nije postigao značajniji uspjeh, dijelom i zbog odlaska Schustera. Venables je dobio otkaz početkom sezone 1987./88., a zamijenio ga je Luis Aragonés. Igrači su se pobunili protiv predsjednika Núñeza u događaju koji je ostao upamćen pod nazivom "pobuna Hesperia", a pobjeda u finalu španjolskog kupa protiv Real Sociedada od 1:0 označila je kraj sezone.
Godine 1988. Johan Cruyff se vratio u klub kao trener i oformio tzv. Dream Team. Koristio je mješavinu španjolskih igrača poput Josepa Guardiole, Josea Mari Bakera i Txikija Begiristaina te dovukao strane igrače poput Ronalda Koemana, Michaela Laudrupa, Romarija i Hristova Stoičkova. Pod njegovim vodstvom Barcelona je osvojila četiri uzastopna naslova španjolskog prvaka u razdoblju od 1991. do 1994. godine. U finalu Kupa pobjednika kupova 1989. godine pobijedili su Sampdoriju, dok su 1992. godine isti klub pobijedili u finalu Lige prvaka održanom na Wembleyju. Također su osvojili i naslov pobjednika španjolskog kupa 1990. godine, Europski Superkup 1992. godine i tri španjolska Superkupa. S 11 osvojenih trofeja Cruyff je postao najuspješniji trener kluba u povijesti sve do 2011. godine i menadžerske ere Josepa Guardiole. Cruyff je također postao i trener s najdužim stažem u klubu - punih 8 godina. Cruyffu je sreća okrenula leđa u posljednje dvije sezone kada nije uspio osvojiti niti jedan trofej pa mu se predsjednik Núñez zahvalio.
Cruyffa je nakratko zamijenio trener Bobby Robson koji je preuzeo klub u sezoni 1996./97. On je doveo Ronalda iz PSV-a te osvojio trostruku krunu te sezone: španjolski kup, Kup pobjednika kupova i španjolski Superkup. Međutim, unatoč svom uspjehu Robsona su svi smatrali tek zamjenskim trenerom - čekali su da Louis van Gaal postane slobodan. Poput Maradone, Ronaldo je u Barceloni proveo kratko vrijeme prije nego što je otišao u Inter Milan. Međutim, pojavili su se novi igrači poput Luisa Figa, Patricka Kluiverta, Luisa Enriquea i Rivalda koji su osvojili UEFA Superkup protiv Borussije Dortmund te španjolski kup i španjolsko prvenstvo 1998. godine. Godinu dana kasnije klub je osvojio jubilarni naslov prvaka. Rivaldo je postao četvrti igrač Barcelone koji je proglašen europskim nogometašem godine. Ipak, unatoč domaćim uspjesima, neuspjesi na međunarodnoj nogometnoj sceni (pogotovo u Ligi prvaka) bili su glavni uzrok otkaza van Gaala i odstupanja s mjesta predsjednika kluba Núñeza 2000. godine.

### Odlazi Núñez, dolazi Laporta (2000. – 2008.)
Odlazak Núñeza i van Gaala nisu se mogli niti usporediti s odlaskom Luisa Figa iz Barcelone. Kao drugi kapetan momčadi, Figo je postao kultni heroj kojeg su Katalonci smatrali svojim vlastitim. Navijači su Figu izrazito zamjerili što je odlučio prijeći u redove njihovog najvećeg suparnika Real Madrida pa su ga neprijateljski dočekivali na domaćim utakmicama ova dva kluba. Za vrijeme njegovog prvog posjeta u dresu Real Madrida netko iz publike je na njega bacio svinjsku glavu i punu bocu viskija. Predsjednika Núñeza zamijenio je Joan Gaspart 2000. godine i u tri godine njegovog boravka na mjestu predsjednika, klub je bio u padu, a treneri su dolazili i odlazili; u jednom trenutku van Gaal se ponovno vratio na trenersku klupu. Međutim, van terena Gaspart nije ulijevao povjerenje i 2003. godine skupa s van Gaalom daje ostavku.
Nakon te razočaravajuće Gaspartove ere klub se probudio uz kombinaciju novog mladog predsjednika, Joana Laporte i novog mladog trenera, bivšeg nizozemskog igrača i reprezentativca Franka Rijkaarda. Mješavina novih međunarodnih igrača i domaćih španjolskih reprezentativaca vratila je klub na staze uspjeha. Barca je osvojila La Ligu i španjolski superkup u sezoni 2004./05., a vezni igrač Ronaldinho je te godine proglašen najboljim svjetskim nogometašem.
Sljedeće sezone Barcelona je ponovila prethodni uspjeh osvojivši domaće prvenstvo i Superkup. Klub je također te sezone osvojio i Ligu prvaka pobijedivši u finalu Arsenal rezultatom 2:1. Iako su petnaest minuta prije kraja gubili 1:0 od engleskog kluba koji je igrao s igračem manje, uspjeli su se vratiti i osvojiti ovaj europski trofej prvi puta nakon 14 godina. Igrači su te sezone također nastupili i na FIFA-inom svjetskom klupskom nogometnom prvenstvu na kojem su u finalu izgubili od brazilskog Internacionala rezultatom 0:1. Unatoč tome što je u sezoni 2006./07. bila jedan od najvećih favorita i startala odličnim rezultatima, Barcelona nije uspjela osvojiti niti jedan trofej. Glavni uzrok loše sezone bile su otvorene svađe između igrača Samuela Eto'a i trenera Rijkaarda. U španjolskom prvenstvu Barca je većinu sezone provela na prvom mjestu, ali njihova nekonzistentna igra u drugom dijelu prvenstva omogućila je Real Madridu da se dočepa prvog mjesta i kasnije osvoji naslov prvaka.

### Era Josepa Guardiole (2008. – 2012.)
Sezona 2007./08. bila je neuspješna i kako Barcelona ponovno nije uspjela osvojiti niti jedan trofej, trener mlade B momčadi Josep Guardiola preuzeo je Rijkaardove dužnosti na kraju sezone. Guardiola je u momčad uveo sada već legendaran tiki-taka stil igre kojeg je podučavao u Barceloninoj omladinskoj školi. Također je prodao Ronaldinha i Deca te novu igru kluba počeo graditi oko igrača Xavija, Inieste i Messija.
U finalu španjolskog kupa 2009. godine Barcelona je pobijedila Athletic Bilbao rezultatom 4:1 i osvojila ovo natjecanje po rekordni dvadeset i peti put. Tri dana kasnije uslijedila je povijesna pobjeda protiv Real Madrida (6:2) kojom je Barcelona osigurala naslov prvaka u sezoni 2008./09. Te iste sezone također je osvojila i Ligu prvaka po treći put u finalu odigranom u Rimu pobijedivši tadašnjeg branitelja naslova Manchester United rezultatom 2:0. Time je postao prvi španjolski klub ikada koji je osvojio trostruku krunu. Iste godine Barcelona je osvojila španjolski superkup pobijedivši u finalu Athletic Bilbao te UEFA Superkup porazivši Shakhtar Donetsk i postavši prvi europski klub koji je osvojio domaći i europski superkup nakon već osvojene trostruke krune. U prosincu 2009. godine Barcelona je osvojila i FIFA svjetsko nogometno prvenstvo te postala prvi nogometni klub u povijesti koji je osvojio svih šest naslova u natjecanjima koje je igrao. Godine 2010. Barcelona je postavila dva nova rekorda u španjolskom nogometu obranivši naslov španjolskog prvaka s rekordnih 99 bodova na kraju sezone te osvojivši španjolski superkup deveti put.
Nakon Laportinog odlaska iz kluba u lipnju 2010. godine, Sandro Rosell je izabran za novog predsjednika. Izbori su održani 13. lipnja, a novi predsjednik dobio je 61,35% glasova (rekordnih 57088 glasova). Rosell je u klub doveo Davida Villu iz Valencije za 40 milijuna Eura te Javiera Mascherana iz Liverpoola za 19 milijuna Eura. U studenom 2010. godine Barcelona je svog najvećeg rivala - Real Madrid - pobijedila rezultatom 5:0. U sezoni 2010./11. Barcelona je ponovno obranila naslov španjolskog prvaka (treći put za redom), završivši sezonu sveukupno skupivši 96 bodova. U travnju 2011. godine klub je ponovno došao u završnicu španjolskog kupa, ali su tu utakmicu izgubili od Real Madrida rezultatom 0:1 na stadionu Mestalla u Valenciji. U svibnju iste godine Barcelona je u finalu Lige prvaka porazila Manchester United rezultatom 3:1 na stadionu Wembley na taj način osvojivši ovo natjecanje četvrti put. U kolovozu 2011. godine u klub je stigao Cesc Fàbregas koji je doveden iz Arsenala i koji je Barceloni pomogao u obrani naslova prvaka španjolskog superkupa protiv Real Madrida. Ovom pobjedom ukupan broj osvojenih trofeja Barcelone popeo se na 73 čime je izjednačen broj osvojenih trofeja njihovog najvećeg suparnika Real Madrida.
Kasnije istog mjeseca Barcelona je ponovno osvojila UEFA Superkup pobijedivši Porto rezultatom 2:0, pogodcima Lionela Messija i Cesca Fábregasa. Ovom pobjedom ukupan broj osvojenih trofeja popeo se na 74 čime je prestignut Real Madrid. Ta pobjeda također je označila i još jedan impresivan rekord: Josep Guardiola je osvojio svoj dvanaesti trofej od 15 mogućih u tri godine koliko je vodio klub, tako postavši trener s najviše osvojenih trofeja u povijesti Barcelone.
U prosincu je Barcelona osvojila FIFA-ino svjetsko nogometno prvenstvo rekordni drugi put, pobijedivši u finalu brazilski klub Santos rezultatom 4:0 zahvaljujući dvama pogodcima Lionela Messija te zgodicima Xavija i Fábregasa. Na taj način osvojen je trinaesti trofej (od 16 mogućih) u samo tri i pol godine i nastavljena najkvalitetnija igra u modernoj nogometnoj povijesti.
Tijekom sezone 2011./12. Barcelona je izgubila polufinale Lige prvaka od engleskog kluba Chelsea. Odmah potom, tadašnji trener Pep Guardiola koji je do tada već bio izložen oštrim kritikama zbog taktike i izbora igrača u prvu momčad službeno je objavio da će dati ostavku 30. lipnja 2012. godine te da će ga naslijediti njegov asistent Tito Vilanova. Guardiola je svoju eru kao trener Barcelone završio s osvajanjem još jednog naslova prvaka Španjolskog kupa (3-0) te je na taj način zaokružio ukupan broj osvojenih titula na 14 za vrijeme svog boravka u Barceloni.
Guardiolina četverogodišnja era u kojoj je Barcelona osvojila niz trofeja inspirirala je britanskog redatelja Paula Greengrassa koji je odlučio snimiti dokumentarni film o klubu. Film će se zvati Barça, a fokusirat će se na proces i nasljeđe jedne od najvećih svjetskih franšiza uz poseban naglasak na četiri godine u kojima je Guardiola vodio klub do 14 osvojenih trofeja. Očekuje se da će film biti gotov i spreman za emitiranje prije Svjetskog nogometnog prvenstva koje se 2014. godine igra u Brazilu.
Era Luisa Enriquea ostat će zabilježena po legendarnom utakmici u uzvratnoj utakmici osmine završnice protiv francuskog PSG-a, kad su uhvatili zaostatak od 0:4 iz prve utakmice uz primljeni pogodak u uzvratu, pobijedivši 6:1. Tijekom sezone Enrique je najavio odlazak iz Barcelone po završetku natjecanja.
29. svibnja 2017. Barcelona je obznanila ime novog trenera. Prema očekivanjima klupu je naslijedio Ernesto Valverde. Valverde ima 3 trofeja s Barço te je u listopadu 2018. godine zadao Real Madridu jedan od najvećih poraza u povijesti pobijedivši ih 5-1 na Camp Nou.
13. siječnja 2020. bivši trener Real Betisa Quique Setién zamijenio je Ernesta Valverdea kao novi glavni trener Barcelone, nakon poraza od Atlético Madrida u španjolskom Superkupu. Barcelona je bila na vrhu lige kada je zbog koronavirusa prekinuto natjecanje, ali njihov je forma pala i na kraju su 16. srpnja izgubili naslov prvaka od Real Madrida, uz samo jednu utakmicu. Iako su izgubili naslov, Katalonci su još uvijek imali nade u Ligi prvaka, jer su u drugom kolu osmine finala pobijedili Napoli s 3:1, to je značilo da će igrati Bayern iz Münchena, koji je pobijedio Chelsea u osmini finala. Barça je pretrpjela "apsolutno i povijesno poniženje" protiv njemačke strane, izgubivši 8-2 u četvrtfinalu i pretrpjela jedan od svojih najgorih poraza u povijesti.

## Navijači
Nadimak za navijače Barcelone je culer, a proizlazi iz katalonske riječi cul (stražnjica) budući su navijači na prvom stadionu, Camp de la Indústria, sjedili na "stražnjicama" tijekom utakmica. U Španjolskoj za Barcelonu navija oko 25% populacije čime je taj klub drugi najpodržavaniji nogometni klub te zemlje, odmah poslije Real Madrida za kojeg navija oko 32% stanovnika. Valencia je na trećem mjestu s 5% navijača. Diljem Europe Barcelona je uglavnom drugi najomiljeniji nogometni klub. Broj članova navijača kluba znatno se povećao od sezone 2003./04. kada je imao oko sto tisuća članova do 170 000 članova u rujnu 2009. godine. Vjeruje se da je porast članova navijača uglavnom posljedica Ronaldinha i tadašnjeg predsjednika Joana Laporte koji je imao odličnu medijsku strategiju koja se uglavnom fokusirala na španjolske i engleske internet medije.
Uz članstvo od lipnja 2010. godine sveukupno je 1335 službeno registriranih obožavatelja kluba (imena penyes) diljem svijeta. Upravo ti obožavatelji promoviraju klub Barcelonu u svojim lokalnim zajednicama i primaju povoljne ponude prilikom svakog posjeta Barceloni. Sam klub imao je mnogo poznatih osoba koji su dali podršku klubu, uključujući Ivana Pavla II. koji je bio počasni član te bivšeg premijera Španjolske Joséa Luisa Rodrígueza Zapatera.

### El Clásico
U svakoj nogometnoj nacionalnoj ligi u svijetu postoji žestoko suparništvo između dva najjača kluba, a to je posebno slučaj u La Ligi gdje se utakmica između Barcelone i Real Madrida zove El Clásico. Još od početka natjecanja ova dva kluba predstavljala su dvije različite regije u Španjolskoj: Kataloniju i Kastilju, kao i dva različita grada. Njihovo rivalstvo također reflektira i političke i kulturne tenzije koje se desetljećima osjete između Katalonaca i Kastiljaca, a koje jedan autor naziva ponovnim rađanjem Španjolskog građanskog rata.
Tijekom diktatura Prima de Rivere, a pogotovo Francisca Franca (1939. – 1975.) sve regionalne kulture bile su potisnute. Svi jezici koji su se inače govorili u Španjolskoj, osim samog španjolskog (i to kastiljskog jezika), bili su službeno zabranjeni. Simbolizirajući želju za slobodom Katalonaca, Barca je postala Više od kluba (Més que un club) za same Katalonce. Prema Manuelu Vázquezu Montalbánu najbolji način da Katalonci demonstriraju svoj identitet je bio da se pridruže Barci. Bilo je to manje riskantno nego da se pridruže tajnom anti-Francovom pokretu, a i na slobodniji su način mogli izražavti svoje neslaganje s režimom.
S druge strane, na Real Madrid se oduvijek gledalo kao na utjelovljenje suvereniteta okrutnog centralizma i fašističkog režima na nivou menadžmenta (Santiago Bernabeu, bivši predsjednik kluba prema kojem je nazvan Realov stadion, borio se u ratu na strani nacionalista). Međutim, tijekom Španjolskog građanskog rata, članovi oba kluba (poput Josepa Sunyola i Rafaela Sáncheza Guerre) patili su zbog onih koji su podržavali Franca.
Tijekom 50-ih godina prošlog stoljeća suparništvo je još više pogoršano nakon kontroverznog transfera Alfreda di Stéfana koji je na kraju zaigrao za Real Madrid i postao ključnim igračem njihovih kasnijih uspjeha. Tijekom 60-ih godina njihovo rivalstvo se proširilo na europska natjecanja kada su se dva puta susreli u knock-out fazi Lige prvaka.

### El derbi Barceloní
Barcelonin lokalni nogometni rival je oduvijek bio Espanyol. Kao jedan od klubova pod kraljevskim pokroviteljstvom, Espanyol su isključivo osnovali španjolski zaljubljenici u nogomet za razliku od multinacionalne prirode Barcelone. Osnivačka poruka kluba bila je usmjerena protiv Barcelone budući im se nije sviđala činjenica što Barcelona u svom timu ima uglavnom strane igrače. Suparništvo je ojačano nakon što su Katalonci počeli shvaćati klub Espanyol kao provokativnog predstavnika Madrida. Njihovo originalno tlo nalazi se u bogatom dijelu okruga Sarrià.
Tradicionalno, a pogotovo tijekom Francovog režima, većina stanovnika Barcelone gledala je na Espanyol kao na klub koji je simpatizirao centralni režim što je bio totalni kontrast s Barceloninim revolucionarnim duhom. Godine 1918. Espanyol je započeo s peticijom protiv autonomije. Kasnije se grupa navijača Espanyola pridružima Falangistima u Španjolskom građanskom ratu i stala na stranu Fašista. Unatoč različitoj ideologiji, derbi je oduvijek bio puno važniji navijačima Espanyola nego Barcelone, pogotovo zbog razlike u njihovim ciljevima. Posljednjih godina rivalstvo nije više toliko politički motivirano budući je sam klub Espanyol preveo svoje službeno ime i himnu sa španjolskog na katalonski jezik.
Premda se radi o lokalnom derbiju koji se igrao najviše puta u povijesti La Lige, također se radi i o totalno neuravnoteženom susretu u kojem uglavnom pobjeđuje Barcelona. U gotovo 70 godina La Lige, Espanyol je tek tri puta završio sezonu na boljoj poziciji od Barcelone, a jedino katalonsko finale španjolskog kupa odigrano je 1957. godine. Dobila ga je Barcelona. Espanyolu može biti utjeha da još uvijek drži najveću pobjedu u derbiju (6:0 iz 1951. godine). Espanyol je također pobijedio Barcelonu rezultatom 1:2 u sezoni 2008./09. i tako postao prvi klub koji je pobijedio Barcu na njezinom stadionu Camp Nou u sezoni u kojoj je osvojila trostruku krunu.

## Rekordi
Andrés Iniesta trenutačno drži rekord po broju odigranih utakmica (670) kao i po broju nastupa u La Ligi (442) čime je prešao bivšeg rekordera Xavija (622).
Najbolji strijelac Barcelone svih vremena u svim natjecanjima (uključujući i prijateljske utakmice) je Lionel Messi koji je sveukupno postigao 569 pogodaka. Kada se gledaju samo postignuti pogodci u La Ligi taj rekord opet drži Lionel Messi koji je bio strijelac 394 puta u razdoblju od 2004 do danas. Samo četiri igrača uspjela su postići više od 100 ligaških pogodaka za Barcelonu: César Rodríguez (192), Lionel Messi (188), Ladislao Kubala (131) i Samuel Eto'o (108).
Dana 2. veljače 2009. godine Barcelona je dosegla brojku od pet tisuća postignutih pogodaka u La Ligi. Jubilarni pogodak postigao je Messi u utakmici protiv Racing Santandera koju je Barca dobila rezultatom 2:1. Dana 18. prosinca 2009. godine Barcelona je pobijedila Estudiantes rezultatom 2:1 i na taj način osvojila šestu titulu te godine te postala prvi nogometni klub u povijesti kojem je to uspjelo.
Najviše posjetitelja na jednoj utakmici Barcelone bilo je 120 tisuća u četvrt-finalu Lige prvaka protiv Juventusa odigranom 3. ožujka 1986. godine. Modernizacija stadiona Camp Nou tijekom 90-ih godina prošlog stoljeća i postavljanje sjedala na kompletnom stadionu znači da taj rekord neće biti oboren u bližoj budućnosti, jer trenutačni ukupni kapacitet stadiona iznosi 98 722 mjesta.

## Grb i dres
Od svog osnivanja klub je igrao s grbom. Originalni grb kluba bio je u obliku dijamantnog četverokuta na čijem se vrhu nalazika Aragonova kruna i palica kralja Jamesa obavijeni s dvije grane - jednom sa stabla lovora, a drugom s palminog drveta. Godine 1910. klub je organizirao natjecanje među svojim članovima za dizajn novog grba. Pobjednik je bio Carles Comamala koji je u to vrijeme i igrao za klub. Comamalin prijedlog postao je grb kojeg igrači nose i danas, s nekim manjim izmjenama. Grb se sastoji od križa svetog Georgea u gornjem desnom uglu pored kojeg se nalazi katalonska zastava te službene boje kluba na dnu.
Dresovi s plavom i crvenom bojom prvi put su nošeni u utakmici protiv Hispanije 1900. godine. Postoji nekoliko različitih teorija o dizajnu Barceloninih dresova s plavom i crvenom bojom. Sin prvog predsjednika, Arthur Witty, tvrdio je da je ideja o bojama kluba potekla od njegovog oca. Drugo objašnjenje, prema autoru Toniju Strubellu, bilo je da su boje uzete iz prve Robespierreove republike. Učestalo mišljenje u samoj Kataloniji prevladava da je boje izabrao sam Joan Gamper na temelju njegovog ranije osnovanog kluba - Basela.
Od svog osnivanja Barcelona nikad nije nosila korporativne sponzore na svojim dresovima. Dana 14. srpnja 2006. godine klub je objavio da je potpisao petogodišnji ugovor s UNICEF-om koji je uključivao stavljanje UNICEF-ovog loga na dresove. Prema Ugovoru, klub je obvezan donirati milijun i pol Eura svake godine UNICEF-u (0,7% njegovog uobičajenog prihoda) kroz svoju organizaciju FC Barcelona Foundation. FC Barcelona Foundation je posebno tijelo osnovano 1994. godine na prijedlog tadašnjeg predsjednika ekonomsko-statutarnog povjerenstva Jaimea Gila-Aluje. Ideja je bila da se osnuje organizacija koja će privlačiti financijska sponzorstva kako bi se podržavala neprofitna športska tvrtka.
Barcelona je odustala od svog pravila da ne nosi korporativne sponzore na dresovima prije početka sezone 2011./12. kada je potpisala petogodišnji ugovor u vrijednosti od 150 milijuna Eura s Qatar Foundation.
| Razdoblje     | Proizvođač dresa | Partner                            |
| ------------- | ---------------- | ---------------------------------- |
| 1982. – 1992. | Meyba            | Nitko                              |
| 1992. – 1998. | Kappa            | Nitko                              |
| 1998. – 2006. | Nike             | Nitko                              |
| 2006. – 2011. | Nike             | UNICEF                             |
| 2011. – 2013. | Nike             | Qatar Foundation, UNICEF           |
| 2013. – 2014. | Nike             | Qatar Airways, Intel, UNICEF       |
| 2014. – 2016. | Nike             | Qatar Airways, Intel, UNICEF, Beko |
| 2017. –       | Nike             | Rakuten, Beko, UNICEF              |

## Stadioni
U početku je Barcelona igrala na stadionu Camp de la Indústria. Njegov kapacitet iznosio je 6000 mjesta, a službenici kluba napominjali su da je takav stadion premali za klub kojem iz dana u dan raste broj članova.
Godine 1922. broj navijača kluba prešao je dvadeset tisuća i posuđujući novac Barca je napokon mogla izgraditi veći stadion, Camp de Les Corts kapaciteta dvadeset tisuća mjesta. Nakon završetka Španjolskog građanskog rata, klub je započeo privlačiti još više članova i puno više ljudi dolazilo je gledati utakmice. To je dovelo do nekoliko projekata povećanja stadiona: glavne tribine 1944. godine, južne tribine 1946. godine i konačno sjeverne tribine 1950. godine. Nakon posljednje rekonstrukcije povećanja, stadion Les Corts mogao je primiti 60 tisuća navijača.
Nakon što su radovi završeni više nije bilo mogućnosti daljnjeg proširivanja stadiona. Nakon dva osvojena prvenstva za redom 1948. i 1949. godine te dovođenjem u klub Lászla Kubale u lipnju 1950. (koji će kasnije postati strijelac 196 puta u 256 odigranih utakmica) sve više i više gledatelja dolazilo je na utakmice. Sve to navelo je klub da započne raditi planove za novi stadion. Gradnja stadiona Camp Nou započela je 28. ožujka 1954. godine pred 60 tisuća vjernih Barceloninih navijača. Kamen temeljac budućeg stadiona postavljen je pod pokroviteljstvom guvernera Felipea Aceda Colunge i uz blagoslov nadbiskupa Barcelone Gregorija Modrega. Gradnja stadiona trajala je tri godine i završila 24. rujna 1957. uz ukupni trošak od 288 milijuna Pezeta (336% iznad planiranog budžeta).
Godine 1980., kada je stadion trebao napraviti redizajn kako bi zadovoljio nove kriterije UEFA-e, klub je skupio novac nudeći navijačima mogućnost da napišu svoje ime u zid od cigle za malu novčanu kontribuciju. Ideja se pokazala izrazito popularnom među navijačima pa su tisuće ljude platite taj iznos kako bi stavile svoje ime na zid. Kasnije je kompletan plan postao predmetom kontroverze kada su mediji u Madridu počeli pisati o tome da je na jednom dijelu zida potpisano ime dugogodišnjeg Realovog predsjednika i podupiratelja Francovog režima - Santiaga Bernabeua. Kako bi se što bolje pripremili za Olimpijske igre 1992. godine, dodane su još dvije razine sjedala iznad postojećeg krova. Kapacitet stadiona danas iznosi 99.354 sjedala što ga čini najvećim stadionom u Europi.
Zbog obnove Camp Nou stadiona koja je započela u lipnju 2023., Barcelona je smještena na Olimpijskom stadionu Lluís Companys u gradskoj četvrti Montjuïc do sezone 2025./26. kada radovi budu završeni.
Također postoje i druga postrojenja Barcelone:
- Ciutat Esportiva Joan Gamper (mjesto za trening igrača Barcelone)
- Masia-Centre de Formació Oriol Tort (mjesto za mlade igrače)
- Mini Estadi (mjesto za rezervnu momčad)
- Palau Blaugrana (Barcelonina zatvorena športska arena)
- Palau Blaugrana 2 (druga Barcelonina zatvorena športska arena)
- Pista de Gel (Barcelonino klizalište)

## Poznati igrači
- Sergio Agüero
- Diego Maradona
- Javier Mascherano
- Lionel Messi
- Juan Román Riquelme
- Javier Saviola
- Miralem Pjanić
- Dani Alves
- Philippe Coutinho
- Neymar
- Rivaldo
- Romário
- Ronaldinho
- Ronaldo
- Hristo Stoičkov
- Claudio Bravo
- Alexis Sánchez
- Arturo Vidal
- Andreas Christensen
- Michael Laudrup
- Antonio Valencia
- Gary Lineker
- Jari Litmanen
- Éric Abidal
- Laurent Blanc
- Ousmane Dembélé
- Lucas Digne
- Antoine Griezmann
- Thierry Henry
- Emmanuel Petit
- Lilian Thuram
- Samuel Umtiti
- Robert Prosinečki
- Ivan Rakitić
- Eiður Guðjohnsen
- Thiago Motta
- Gianluca Zambrotta
- Samuel Eto'o
- Alex Song
- Giovani dos Santos
- Rafael Márquez
- Johan Cruyff
- Edgar Davids
- Frank de Boer
- Frenkie de Jong
- Ronald Koeman
- Patrick Kluivert
- Mark van Bommel
- Giovanni van Bronckhorst
- İlkay Gündoğan
- Marc-André ter Stegen
- Yaya Touré
- Robert Lewandowski
- Deco
- Luís Figo
- Ricardo Quaresma
- Gheorghe Hagi
- Jordi Alba
- Thiago Alcântara
- Mikel Arteta
- Héctor Bellerín
- Sergio Busquets
- Luis Enrique
- Cesc Fàbregas
- Pep Guardiola
- Xavi Hernández
- Andrés Iniesta
- Bojan Krkić
- Pedro
- Gerard Piqué
- Carles Puyol
- Pepe Reina
- Sergi Roberto
- Víctor Valdés
- Ernesto Valverde
- David Villa
- Zlatan Ibrahimović
- Henrik Larsson
- Rüştü Reçber
- Martín Cáceres
- Luis Suárez

## Trofeji
Do 29. travnja 2018. godine Barcelona je sveukupno osvojila 25 naslova prvaka La Lige, 30 puta bila osvajač naslova prvaka španjolskog kupa, 13 puta osvojila španjolski superkup, 3 puta osvojila kup Eva Duarte te dva puta osvojila Liga kup od čega u potonja četiri natjecanja drži rekorde po broju osvojenih turnira. Barcelona je također pet puta osvojila Ligu prvaka, rekordnih četiri puta Kup pobjednika kupova; zatim četiri puta bila pobjednik UEFA superkupa te rekordnih tri puta osvojila FIFA-ino svjetsko klupsko nogometno prvenstvo. Također su osvojili rekordna tri naslova pobjednika kupa Inter-Cities Fairs za kojeg se smatra da je prethodnik današnjeg kupa UEFA odnosno Europske lige.
Barcelona je jedini europski klub koji je igrao barem jedno europsko natjecanje svake godine još od 1955. te jedan od samo tri kluba u Španjolskoj koji nikad nije ispao iz prve lige (druga dva su Athletic Bilbao i Real Madrid). Godine 2009. Barcelona je postala prvi klub u Španjolskoj koji je uspio osvojiti trostruku krunu (prvenstvo, kup i Ligu prvaka). Te iste godine također je postala prvi nogometni klub u povijesti koji je osvojio šest titula u svih šest natjecanja u kojima je nastupila u jednoj godini: prvenstvo, domaći kup, domaći superkup, Ligu prvaka, UEFA superkup i FIFA-ino svjetsko klupsko nogometno prvenstvo.

### Domaći uspjesi
La Liga (28):
- Prvak (28): 1928./29., 1944./45., 1947./48., 1948./49., 1951./52., 1952./53., 1958./59., 1959./60., 1973./74., 1984./85., 1990./91., 1991./92., 1992./93., 1993./94., 1997./98., 1998./99., 2004./05., 2005./06., 2008./09., 2009./10., 2010./11., 2012./13., 2014./15., 2015./16., 2017./18., 2018./19., 2022./23., 2024./25.
- Drugi (28): 1929./30., 1945./46., 1953./54., 1954./55., 1955./56., 1961./62., 1963./64., 1966./67., 1967./68., 1970./71., 1972./73., 1975./76., 1976./77., 1977./78., 1981./82., 1985./86., 1986./87., 1988./89., 1996./97., 1999./00., 2003./04., 2006./07., 2011./12., 2013./14., 2016./17., 2019./20., 2021./22., 2023./24.

Španjolski kup (32):
- Prvak (32): 1909./10., 1911./12., 1912./13., 1919./20., 1921./22., 1924./25., 1925./26., 1927./28., 1941./42., 1950./51., 1951./52., 1952./53., 1956./57., 1958./59., 1962./63., 1967./68., 1970./71., 1977./78., 1980./81., 1982./83., 1987./88., 1989./90., 1996./97., 1997./98., 2008./09., 2011./12., 2014./15., 2015./16., 2016./17., 2017./18., 2020./21., 2024./25.
- Finalist (11): 1918./19., 1931./32., 1935./36., 1953./54., 1973./74., 1983./84., 1985./86., 1995./96., 2010./11., 2013./14., 2018./19.

Španjolski Liga-kup (2):
- Prvak (2): 1982./83., 1985./86.

Španjolski Superkup (15):
- Prvak (14) 1983., 1991., 1992., 1994., 1996., 2005., 2006., 2009., 2010., 2011., 2013., 2016., 2018., 2022./23., 2025.
- Drugi (11): 1985., 1988., 1990., 1993., 1997., 1998., 1999., 2012., 2015., 2017., 2020./21.

Kup Eva Duarte (prethodnik španjolskog superkupa)
- Prvak (3): 1947., 1952., 1953.
- Drugi (2): 1949., 1951.

### Velika europska natjecanja
UEFA Kup/Liga prvaka:
- Prvak (5): 1991./92., 2005./06., 2008./09., 2010./11., 2014./15.[136]
- Drugi (3): 1960./61., 1985./86., 1993./94.

UEFA Kup pobjednika kupova:
- Prvak (4): 1978./79., 1981./82., 1988./89., 1996./97.
- Drugi (2): 1968./69., 1990./91.

Kup velesajamskih gradova:
- Prvak (3): 1955. – 58., 1958. – 60., 1965./66.
- Drugi (1): 1961./62.

UEFA Superkup
- Prvak (5): 1992., 1997., 2009., 2011., 2015.
- Drugi (4): 1979., 1982., 1989., 2006.

### Velika svjetska natjecanja
Interkontinentalni kup
- Finalist (1): 1992.

FIFA Svjetsko klupsko prvenstvo:
- Prvak (3): 2009., 2011., 2015.
- Finalist (2): 1992., 2006.

## Vanjske poveznice
- Futbolme team profile (šp.)
- Barcelona at La Liga  Arhivirana inačica izvorne stranice od 2. lipnja 2013. (Wayback Machine) (engl.) (šp.)